# Jack Antonoff
Jack Michael Antonoff (31 de març de 1984) és un cantant, multiinstrumentista, compositor i productor discogràfic estatunidenc. És el cantant principal de la banda de rock Bleachers i és el guitarrista i bateria de la banda de pop-rock Fun. Anteriorment, va ser el cantant principal de la banda de rock indie Steel Train. A part del seu treball amb Bleachers i Fun, ha treballat com a compositor i productor discogràfic amb diversos artistes, com Taylor Swift, the 1975, Lorde, St. Vincent, Florence and the Machine, Lana Del Rey, Fifth Harmony, Kevin Abstract, Carly Rae Jepsen, the Chicks, Tegan and Sara i Clairo. Sovint se li atribueix a Antonoff un impacte significatiu en el so de la música popular contemporània.
Ha estat nominat a un Globus d'Or i ha guanyat set premis Grammy, inclòs el Grammy 2022 al productor de l'any. També ha guanyat premis Grammy pel seu treball amb Fun, per la producció dels àlbums de Taylor Swift 1989 i Folklore, la producció de l'àlbum de St. Vincent Daddy's Home i per la coescriptura de la cançó principal de l'àlbum de St. Vincent Masseduction.